# Parasigmoidella reticulata
Parasigmoidella reticulata är en kackerlacksart som först beskrevs av Bolivar 1924.  Parasigmoidella reticulata ingår i släktet Parasigmoidella och familjen småkackerlackor. IUCN kategoriserar arten globalt som livskraftig.
Artens utbredningsområde är Seychellerna. Inga underarter finns listade i Catalogue of Life.